# Едвард Кардељ
Едвард Кардељ (Љубљана, 27. јануар 1910 — Љубљана, 10. фебруар 1979) био је учесник Народноослободилачке борбе, друштвено-политички радник СФРЈ и СР Словеније, један од најистакнутијих руководилаца југословенског револуционарног покрета, члан Председништва ЦК СКЈ и Председништва СФРЈ, генерал-пуковник ЈНА у резерви, двоструки јунак социјалистичког рада и народни херој Југославије. У току илегалног партијског рада био је познат под псеудонимима Бевц, Криштоф и Сперанс.

## Биографија
Рођен је 27. јануара 1910. у Љубљани. Потиче из радничке породице, његов отац Едвард био је кројачки радник и члан Социјалдемократске странке, а мајка радница у фабрици дувана и синдикални функционер. Још од раног детињства, поред својих родитеља, дошао је у додир с идејама радничког покрета, а касније и у додир с радничким Културно-просветним друштвом „Слобода“.

### Политички рад у земљи
Након завршетка Грађанске школе, уписао је Учитељску школу у Љубљани. За време школовања, 1926. године, постао је члан Савеза комунистичке омладине Југославије (СКОЈ), радио у илегалним марксистичким кружоцима у школи и учествовао у другим акцијама радничке омладине — у раду и растурању материјала илегалних штампарија, штрајковима и др. Почетком 1928. године постао је члан Месног комитета СКОЈ-а за Љубљану, наредне године члан, а потом и секретар Покрајинског комитета СКОЈ-а за Словенију. Као руководилац СКОЈ-а организовао је активност радничке омладине и сарађивао у ревији „Младина“. У чланство Комунистичке партије Југославије (КПЈ) примљен је 1928. године.
Године 1929. завршио је Учитељску школу, али је децембра исте године био ухапшен и у истражном затвору провео месец дана. Крајем фебруара 1930. године поново је ухапшен у полицијској провали, која је настала у Централном комитету СКОЈ-а у Београду. После поновног хапшења, био је пребачен у београдски затвор „Главњачу“, где је седам месеци провео у истражном затвору. Тада је био изложен мучењу и батинама од стране припадника полиције предвођених Светозаром Вујковићем, чак је наглавачке био истурен кроз прозор са шестог спрата полицијске зграде, али никога није одао. Септембра 1930. године изведен је пред Државни суд за заштиту државе, који га је због комунистичког деловања, осудио на две године строгог затвора. Затворску казну је издржао у затвору „Забела“, код Пожаревца.
По изласку из затвора, почетком 1932. године, вратио се у Љубљану, где је заједно са Борисом Кидричем и још неколико истакнутих словеначких комуниста, обновио рад Покрајинског комитета КПЈ за Словенију и радио на обнови партијских и скојевских организација, које су биле разбијене у првим годинама Шестојануарске диктатуре. Као члан Покрајинског комитета, првенствено је радио на разрађивању политичке и идејне акције Комунистичке партије, посебно у борби за већи утицај комуниста међу радницима. Учествовао је у покретању легалних партијских публикација — „Књижевност“, „Нова књига“, „Људска Правица“, „Млада књижица“ и сам се бавећи публицистичким радом. Уочи Другог светског рата, сарађивао је у „Пролетеру“, „Сободности“, „Вечернику“, „Словенском порочевалцу“, „Изразу“ и др. Своје радове објављивао је у периоду илегалности под различитим псеудонима — Тоне Бродар, Иван Ковач, Ј. Бевц, Левц, Иван Укмар, Петар Ловрић и др.
Године 1934. учествовао је у организовању Четврте покрајинске конференције КПЈ за Словенију, која је одржана средином септембра, у Медводама код Љубљане. На овој конференцији одржао је реферат „О задацима покрајинске организације КПЈ за Словенију у односу на сељачко и национално питање“. Пошто је Кардељ био међу оним југословенским комунистима који су уочили потребу за променама у тадашњој политици комунистичког покрета, а посебно неопходност превазилажења секташтва, које је годинама доминирало у раду Комунистичке партије Југославије, он је често био критикован од стране тадашњег руководства КПЈ или појединих инструктора, који су по налогу ЦК КПЈ, из иностранства долазили на илегални рад у земљу. За политички рад Едварда Кардеља, велики значај су имали сусрети и разговори са Јосипом Брозом Титом, који је као члан Политбироа ЦК КПЈ, у септембру 1934. године, боравио у Хрватској и Словенији, где је помагао у организовању и раду покрајинских партијских конференција.

### Политички рад у иностранству
Као познати комунист, Кардељ је више пута хапшен и прогањан од полиције, па је то био и један од разлога што је, одлуком ЦК КПЈ, био упућен на партијски рад у Совјетски Савез, новембра 1934. године. У Совјетском Савезу, у којем је боравио две године, бавио се, пре свега, политичко-економским студијама, проучавао историју и филозофију, и радио у секцији КПЈ у Коминтерни. У Москви је похађао „Међународну лењинску школу“ и бавио се предавачком делатношћу. У истој школи, као и на Комунистичком универзитету националних мањина Запада (КУНМЗ), предавао је историју међународног радничког и социјалистичког покрета и Коминтерне, историју радничког покрета Југославије, као и неке предмете из области политичке праксе.
За време Седмог конгреса Комунистичке интернационале, у лето 1935. године, присуствовао је појединим седницама делегације КПЈ, која је учествовала у раду Конгреса, а посебно је учествовао у раду тзв. „Словеначке комисије“, по чијем је налогу написао више текстова за листове и часописе у земљи. У Москви је превео и познато дело Владимира Илича Лењина, „Материјализам и емпириокритицизам“. Као члан актива КПЈ у Москви, учествовао је и на партијском саветовању на којем је донета одлука да руководство КПЈ пређе у земљу.
На захтев Јосипа Броза Тита, који је, налазећи се на илегалном партијском раду у земљи, упутио Централном комитету КПЈ, Кардељ се, почетком 1937. године вратио у Југославију. Кратко је боравио и у Паризу, седишту ЦК КПЈ, где је радио на изради докумената за Оснивачки конгрес Комунистичке партије Словеније и учествовао на неколико седница Политбироа ЦК КПЈ.

### Оснивање КП Словеније
Средином фебруара 1937. године Кардељ је стигао у Словенију, где се одмах укључио у припреме за Оснивачки конгрес Комунистичке партије Словеније, који је одржан 18. априла исте године. Био је и аутор Манифеста оснивачког конгреса у којем је изложена програмска оријентација словеначког револуционарног покрета, заснована на „спајању борбе против фашистичке опасности споља и борбом за дубоке унутрашње демократске промене“.
На Конгресу је изабран за члана Централног комитета КП Словеније, а неколико дана касније учествовао је у раду Прве конференције КП Словеније, одржане 21. априла 1938. године. Маја исте године ушао је у Привремено руководство КПЈ, које је Јосип Броз Тито формирао у земљи, а које је касније прерасло у Централни комитет Комунистичке партије Југославије. У лето исте године, Кардељ је провео неколико месеци у Паризу, на раду у ЦК КПЈ.
Почетком 1938. године, Кардељ је успео да се легализује, али га је полиција, јуна исте године, поново ухапсила. У затвору је провео четири месеца, а потом је поново прешао у илегалност. За време боравка у затвору, припремио је студију о развитку словеначког националног питања. Сматрајући да је национално питање један од највећих друштвених проблема Краљевине Југославије, Кардељ се овим питањем почео рано бавити, па је још 1933. године, под псеудонимом Тоне Бродар, у часопису „Књижевност“ објавио текст „Национално питање као научно питање“ (словен. Nacionalno vprašanje kot znanstveno vprašanje). Године 1939. изашла је његова студија „Развитак словеначког националног питања“ (словен. Razvoj slovenskoga vrpašanja), под псеудонимом Сперанс. Мада је тадашња цензура, ову књигу, због антифашистичких тенденција, убрзо после одласка из штампе запленила, комунисти су успели да илегалним путем готово цели тираж растуре по земљи.
Марта 1939. године Едвард Кардељ је присуствовао првој седници Централног комитета КПЈ, коју је Јосип Броз Тито сазвао после повратка из Москве и решења кризе положаја КПЈ у Коминтерни. На овој седници, Кардељ је изабран у Секретаријат Политбироа и поверено му је уређивање партијског листа „Пролетера“. Учествовао је на саветовању руководећег партијског актива КПЈ, одржаног 9. и 10. јуна 1939. године у Тацену, у Словенији, на којем је поднео реферат „О политичкој ситуацији и међународном положају“. Био је један од редактора Прогласа ЦК КПЈ поводом почетка Другог светског рата, септембра 1939. године. Учествовао је у организовању и раду Друге конференције КП Словеније, одржане 31. децембра 1939. и 1. јануара 1940. године. Тада је, поводом отварања концентрационих логора за комунисте и антифашисте, упутио „Отворено писмо“ др. Влатку Мачеку, потпредседнику Југословенске краљевске владе.
Од почетка 1940. године, Кардељ је углавном живео илегално у Загребу и радио у Секретаријату Политбироа ЦК КПЈ. Учествовао је у раду националних и покрајинских партијских конференција у Словенији, Хрватској и Далмацији и у припремама за Пету земаљску конференцију КПЈ, на којој је поднео „Политички реферат“ и поново изабран у Централни комитет и Политбиро. Током фебруара и марта 1941. године држао је предавања на партијској школи коју је организовао Политбиро ЦК КПЈ.

### Народноослободилачка борба
Напад сила Осовине на Краљевину Југославију, 6. априла 1941. године, затекао је Кардеља у Београду, где се налазио као делегат ЦК КПЈ, који је требало да сарађује са Покрајинским комитетом КПЈ за Србију. Одмах после напада, вратио се у Загреб, где је учествовао на седници ЦК КПЈ, одржаној 10. априла. Убрзо потом је прешао у Љубљану, где је учествовао у оснивању Ослободилачког фронта Словеније (словен. Osvobodilna fronta Slovenije), када је изабран за потпредседника њеног Извршног одбора. Потом је учествовао на Мајском саветовању ЦК КПЈ у Загребу, а од септембра 1941. године, као представник Политбироа ЦК КПЈ при Централним комитетима КП Словеније и КП Хрватске, радио је на организовању оружане борбе, због чега је наизменично боравио у Љубљани и Загребу.
У јесен 1941. године дошао је у Врховни штаб НОП одреда Југославије, који се налазио на ослобођеној територији западне Србије. Иако на Саветовању у Столицама, 26. септембра, није учествовао, због тешкоћа илегалног кретања по окупационим зонама (јавка на коју је стигао у Београд је била проваљена, па је морао да се поново врати у Загреб, да би тек неколико дана касније, преко нове јавке, поново преко Београда стигао у Крупањ) изабран је у чланство Врховног штаба. У ослобођеном Ужицу, Кардељ је уређивао партијски лист „Борбу“, за коју је и написао неколико текстова. Поред тога, радио је и на другим важним питањима — одржавању веза са партијским руководствима у неослобођеним деловима Југославије, као и на организовању народне власти на ослобођеној територији.
У току Прве непријатељске офанзиве, заједно са осталим члановима Врховног штаба, повукао се у Санџак, а одатле у источну Босну, где је почетком јануара 1942. године учествовао на партијском саветовању у Иванчићима. Одмах потом је преко Сарајева, отишао у Загреб, где је ступио у везу са Ивом Лолом Рибаром, са којим је сачињавао Поверенство Политбироа ЦК КПЈ за окупирани део Југославије.
До марта 1942. године боравио је у Загребу, а потом је прешао у Љубљану, где је са члановима Главног штаба НОП одреда Словеније радио на организовању и јачању Народноослободилачке борбе у Словенији. Јула 1942. године пребацио се на ослобођену територију Словеније, где је непрекидно одржавао везе са Главним штабом Словеније и Главним штабом Хрватске и радио на организовању народне власти, партијских и других организација Народноослободилачког покрета (НОП), као и јединица Народноослободилачке војске.
На Првом заседању Антифашистичког већа народног ослобођења Југославије (АВНОЈ), одржаном 26. новембра 1942. године у Бихаћу, изабран је за потпредседника Извршног одбора АВНОЈ-а. После капитулације Италије, септембра 1943. године учествовао у припреми народног збора у Кочевју, који је одржан 1. октобра. Потом је октобра 1943. године, на позив Врховног команданта НОВ и ПОЈ Јосипа Броза Тита, Кардељ се вратио на рад у Врховни штаб НОВ и ПОЈ и ЦК КПЈ, који се тада налазио у Јајцу. Ту је 29. новембра 1943. године учествовао на Другом заседању АВНОЈ-а, на коме је изабран у Председништво АВНОЈ-а и именован за потпредседника Националног комитета ослобођења Југославије (НКОЈ).
Едвард Кардељ је један од твораца историјских одлука донесених на Другом заседању АВНОЈ-а. Од тада он је непрекидно руководио радом у изградњи законодавства Нове југословенске државе, на њеном организовању и афирмисању. У току Народноослободилачке борбе, он је написао неколико значајнијих радова и текстова у којима је разрађивао основна питања стратегије Народноослободилачког покрета, а посебно изградње народне власти. Посебно је био значајан његов текст у „Борби“ од октобра 1941. године, у којем је изложио значај, карактер и перспективу Народноослободилачких одбора.
Јуна 1944. године, заједно са маршалом Титом, учествовао је у преговорима НКОЈ-а са Краљевском владом у емиграцији др. Ивана Шубашића. Од тада се непосредно ангажовао у борби за међународно признање и учвршћивање положаја Нове Југославије. Учествовао је и у политичким разговорима с руководством Совјетског Савеза у Москви, крајем 1944. године. Почетком 1945. године предводио је партијску делегацију у разговорима с руководством Отачаственог фронта Бугарске, у Софији.

### Државне и партијске функције
У Привременој влади Демократске Федеративне Југославије, која је формирана 7. марта 1945. године, Едвард Кардељ је изабран за потпредседника и министра за Конституанту.
Из овог времена потиче „Кардељева депеша“, тајни и дуго скривани документ из Другог светског рата, који је као тадашњи потпредседник југословенске владе 25. јуна 1945. године послао председнику словеначке Народне владе Борису Кидричу. Овај документ доказује да је врх некадашње југословенске власти и Комунистичке партије Југославије знао и наређивао убиства војника и цивила у Словенији одмах после завршетка Другог светског рата. Документ је нађен у Архиву Словеније. Пронашао га је словеначки историчар Митја Ференц 2005. године.
Почетком 1946. године, постао је потпредседник прве Владе Федеративне Народне Републике Југославије и на овој функцији остао до 1953. године. Истовремено је био и председник Савезне контролне комисије, од 1946. до 1948. и председник Комитета за законодавство и изградњу народне власти, од 1946. до 1953. године. У периоду од 1948. до 1952. године обављао је дужност министра иностраних послова ФНРЈ. Од 1953. до 1963. године био је потпредседник Савезног извршног већа (СИВ), а од 1963. до 1967. године председник Савезне скупштине СФРЈ. У периоду од 1945. до 1963. године у више сазива је биран за посланика Народне скупштине ФНРЈ и Народне скупштине НР Словеније. Од 1963. године био је члан Савета федерације и Савета народне одбране, а од 16. маја 1974. године па до смрти, 10. фебруара 1979. године, био је члан Председништва Социјалистичке Федеративне Републике Југославије.
Кардељ је стално биран у чланство Централног комитета Комунистичке партије Југославије, а касније Савеза комуниста Југославије. Члан Политбироа ЦК КПЈ био је од 1938. до 1948; члан и секретар Политбироа и Извршног комитета ЦК СКЈ, од 1948. до 1958; секретар ЦК СКЈ, од 1958. до 1966, а од октобра 1966. године члан Председништва ЦК СКЈ. На свим послератним конгресима СКЈ подносио је реферате, а активно је учествовао и у изради најважнијих докумената Савеза комуниста Југославије, а посебно Програма СКЈ усвојеног на Седмом конгресу, 1958. године. Био је члан Савезног одбора Народног фронта Југославије и његовог Председништва, и генерални секретар Социјалистичког савеза радног народа Југославије (ССРНЈ), од 1953. до 1960. године, а затим члан Савезне конференције ССРНЈ од 1967. до 1971. године.

### Унутрашња и спољнополитичка служба
У целом послератном периоду, Кардељ је радио на изградњи друштвено-економског и политичког система социјалистичке Југославије. Непосредно је руководио радом на изради Устава ФНРЈ из 1946. године и стварања основних закона од 1953. године; био је председник Уставне комисије Савезне народне скупштине, која је припремала Устав СФРЈ из 1963. године; од 1970. године био је председник Координационе комисије Заједничке комисије свих већа Савезне скупштине за уставна питања, која је најпре израдила предлог уставних амандмана, усвојених 1971. године, а затим припремила нови Устав СФРЈ, који је усвојен фебруара 1974. године.
Кардељ је био шеф југословенске делегације на многим међународним конференцијама и скуповима: предводио је југословенску делегацију на заседањима Савета министара пет великих сила за припрему мировног уговора у Лондону и Паризу, 1945. године; на Конференцији мира у Паризу, 1946. године; заседању Савета министра иностраних послова у Москви, 1947. године; као и на више заседања Генералне скупштине Организације уједињених нација, у периоду од 1946. до 1951. године.
Био је шеф делегације Комунистичке партије Југославије на састанку представника девет комунистичких и радничких партија, септембра 1947. године у Варшави, на којем је створен Коминформ. Предводио је државно-партијску делегацију на разговорима с руководством Совјетског Савеза и НР Бугарске, у Москви почетком 1948. године, када је већ почело захлађивање односа између Совјетског Савеза и ФНРЈ. Био је учесник на неколико конференција несврстаних земаља и неких других међународних скупова, а као представник Социјалистичке Федеративне Републике Југославије, обишао је многе земље Африке, Азије, Европе и Јужне Америке.
Године 1955. радио је на изради тзв. „Београдске декларације“, којом је дошло до сређивања југословенско-совјетских односа после Стаљинове смрти.

### Породица и смрт
Едвард Кардељ био је ожењен Пепцом Кардељ, рођеном сестром словеначког политичара Ивана Мачека, са којом је имао ћерку Веру и сина Бориса, који је 1971. године извршио самоубиство.
Пошто је био осамнаест година млађи од Јосипа Броза Тита, многи су га на Западу сматрали за његовог наследника. Поготово после Четвртог пленума ЦК СКЈ, одржаног јула 1966. године на Брионима, када је смењен Александар Ранковић, а Едвард Кардељ преузео улогу „другог човека“ Југославије и најближег сарадника Јосипа Броза Тита.
Тешко се разболео крајем 1978. и преминуо 10. фебруара 1979. године, од рака дебелог црева, у Клиничко-болничком центру у Љубљани (у истој болници годину дана касније умро је и Јосип Броз Тито). Сахрањен је у Гробници народних хероја, која се налази у парку иза зграде Скупштине СР Словеније (данас Државни збор Републике Словеније) у центру Љубљане.

## Публицистички рад
Поред рада партијским и државним функцијама, Едвард Кардељ се бавио публицистичким и научним радом, нарочито теоријским истраживањима на подручју друштвеног развитка, економске и политичке изградње социјалистичке Југославије, као и у области међународног радничког и социјалистичког покрета и међународних односа уопште. Из подручја економске и политичке изградње социјалистичке Југославије, написао је велики број радова и текстова, који су обрађивали питања изградње нове власти и социјалистичког друштва, као и радове о механизму директне социјалистичке демократије, а посебно идеји и пракси социјалистичког самоуправљања. У својим теоријским анализама посебну пажњу посветио је општини, која је представљала основну друштвено-политичку заједницу, као и облицима социјалистичког преображаја села.
Важнији радови су му: 
- „Социјалистичка демократија у југословенској пракси“, 1954. година;
- „Проблеми социјалистичке политике на селу“, 1959. година;
- „Пут нове Југославија“, 1960. година;
- „Нови Устав социјалистичке Југославије“, 1962. година;
- „Белешке о нашој друштвеној критици“, 1965. година;
- „Раскршћа у развитку нашег социјалистичког друштва“, 1969. година;
- „О основама друштвеног и политичког уређења“, 1970. година;
- „Економски и политички односи у нашем социјалистичком друштву“, 1971. година;
- „Проблеми наше социјалистичке изградње“, 1972. година;
- „Противречности друштвене својине у савременој социјалистичкој пракси“, 1972. година;
- „Основни узроци и правци уставних промена“, 1973. година;
- „Историјски корени несврставања“, 1975. година;
- „О систему самоуправног планирања“, 1976. година;
- „Правци развоја политичког система социјалистичког самоуправљања“, 1977. година;
- „Слободни удружени рад“, 1978. година;
- „Развој словеначког националног питања“.

Изабране студије, расправе, говори и текстови Едварда Кардеља били су објављени у девет томова под насловом „Проблеми наше социјалистичке изградње“. Многи од његових радова превођени су и на велики број страних језика.

## Одликовања и признања
Едвард Кардељ био је носилац Партизанске споменице 1941. и многих високих југословенских одликовања, међу којима су — Орден југословенске велике звезде, Орден јунака социјалистичког рада (два пута), Орден народног ослобођења, Орден југословенске звезде с лентом, Орден партизанске звезде са златним венцем, Орден заслуга за народ са златном звездом, Орден братства и јединства са златним венцем и Орден за храброст. Од иностраних се истичу Орден Лењина, Краљевски орден Џорџа I, Орден Свете Тројице, Краљевски орден Камбоџе, Орден Астечког орла, Орден финске беле руже, Краљевски орден Светог Олава и многи други. Орденом народног хероја је одликован 20. децембра 1951. године.
Био је почасни члан Словеначке академије наука и уметности (САЗУ), од 1949. године; редовни члан Српске академије наука и уметности (САНУ), од 1960. године; почасни члан Академије наука и уметности Босне и Херцеговине (АНУБиХ), од 1971. године и почасни члан Македонске академије наука и уметности (МАНУ), од 1974. године. Био је почасни доктор наука Љубљанског универзитета, од 1969. и Универзитета „Џемал Биједић“ у Мостару, од 1978. године. За редовног професора политичке економије социјализма Економског факултета у Љубљани изабран је 1974. године.
Године 1958. добио је Прешернову награду, а 1968. добио је Награду АВНОЈ-а. Имао је чин генерал-пуковника Југословенске народне армије (ЈНА) у резерви. У периоду од 1979. до 1990. године, у његову част, Универзитет у Љубљани је носио име Универзитет „Едварда Кардеља“, као и приморски град Плоче, у Хрватској, који се у периоду од 1950. до 1954. и од 1980. од 1990. године звао Кардељево.
Биран је за почасног грађанина — Београда, 1970. године; Љубљане, 1950. године и Камника, јануара 1970. године.

## Фото-галерија
- Едвард Кардељ
- Франц Розман Стане, Едвард Кардељ и Борис Крајгер (слева на десно)
- Едвард Кардељ
- Едвард Кардељ (трећи здесна) са групом руководилаца НОП, 1944.
- Едвард Кардељ (пети здесна, стоји, први ред) на Другом конгресу УСАОЈ, 1944.
- Едвард Кардељ, 1945.
- Едвард Кардељ, 1949.
- Едвард Кардељ (у позадини Владимир Бакарић) у Холандији, 1954.
- Едвард Кардељ и Јосип Броз Тито са Хо Ши Мином, 1957.
- Едвард Кардељ, Александар Ранковић и Јосип Броз Тито, 1958.
- Едвард Кардељ и Јозеф Лунс, 1960.
- Едвард Кардељ, други здесна, са, слева на десно, Борисом Крајгером, Видом Томшич, Францом Лескошеком, Владимиром Бакарићем и Михом Маринком на сахрани Божидара Лаврича, 1961.
- Едвард Кардељ, 1962.
- Борис Крајгер и Едвард Кардељ, 1965.
- Едвард Кардељ (први здесна) током посете Леонида Брежњева фабрици аутомобила Застава у Крагујевцу, 1976.

## Видите још
- Списак марксистичких економиста